# ناچخ

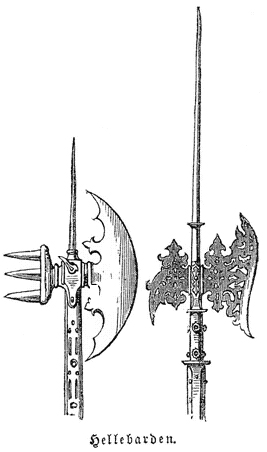
گونه‌ای ناچخ اروپایی.

ناچَخ واژه‌ای فارسی، (هم‌ریشه با ناشَک سانسکریت به معنای نابودکننده)، و به معنای تبرزین دوتیغه‌است.
در متون فارسی به این نوع جنگ‌افزار اشاره‌های زیادی شده و از ناچخ ده منی و ناچخ سه منی نیز یاد شده که به انواع سنگین ناچخ‌ها اشاره دارد.

## در داستانی‌های ادبی
در فارسنامه ابن بلخی آمده‌است: «و انوشیروان تبرزین به دست داشت و بعضی گویند ناچخی و اول کسی کی تبرزین و ناچخ ساخت او بود و از بهر این کار ساخت تا مزدک را بدان زخم کند که شمشیری نمی‌توانست داشت.

## ناچخ اروپایی
ناچخ اروپایی یا هالبرد (Halberd) یک سلاح نیزه‌ای دو دستی می‌باشد که بیشتر در قرون ۱۴ و ۱۵ میلادی مورد استفاده بوده‌است. ناچخ اروپایی از یک تیغهٔ تبر به همراه سرنیزه نصب شده بر انتهای یک تیرک بلند ساخته می‌شود. این سلاح همیشه تیغهٔ قلاب شکلی درسوی دیگر تیغهٔ تبری دارد که برای مهار کردن سلاح جنجگوی مقابل به کار می‌رود. هالبرد طولی بین ۱٫۵ تا ۱٫۸ متر دارد.
احتمالاً تبرزین هالبرد در سدهٔ سیزدهم میلادی در سوئیس پدید آمده باشد. این جنگ‌افزار روی یک دیرک که هشت فوت درازایش بوده، نصب می‌شده‌است. این گونه تبرزین دارای یک تبر چهارگوش شکل که در بالای آن یک نیزهٔ خیلی تیز بلند قرار داشته بوده و در طرف دیگر تبر یک چنگک داشته‌است. این جنگ‌افزار بسیار پُرتوان بوده و در بیشتر ارتش‌های اروپایی تا پایان سدهٔ شانزدهم مورد استفاده قرار می‌گرفته‌است. در آن زمان، این تبرزین بیشتر جنبهٔ تزیینی پیدا کرده بود.

## تاریخچه

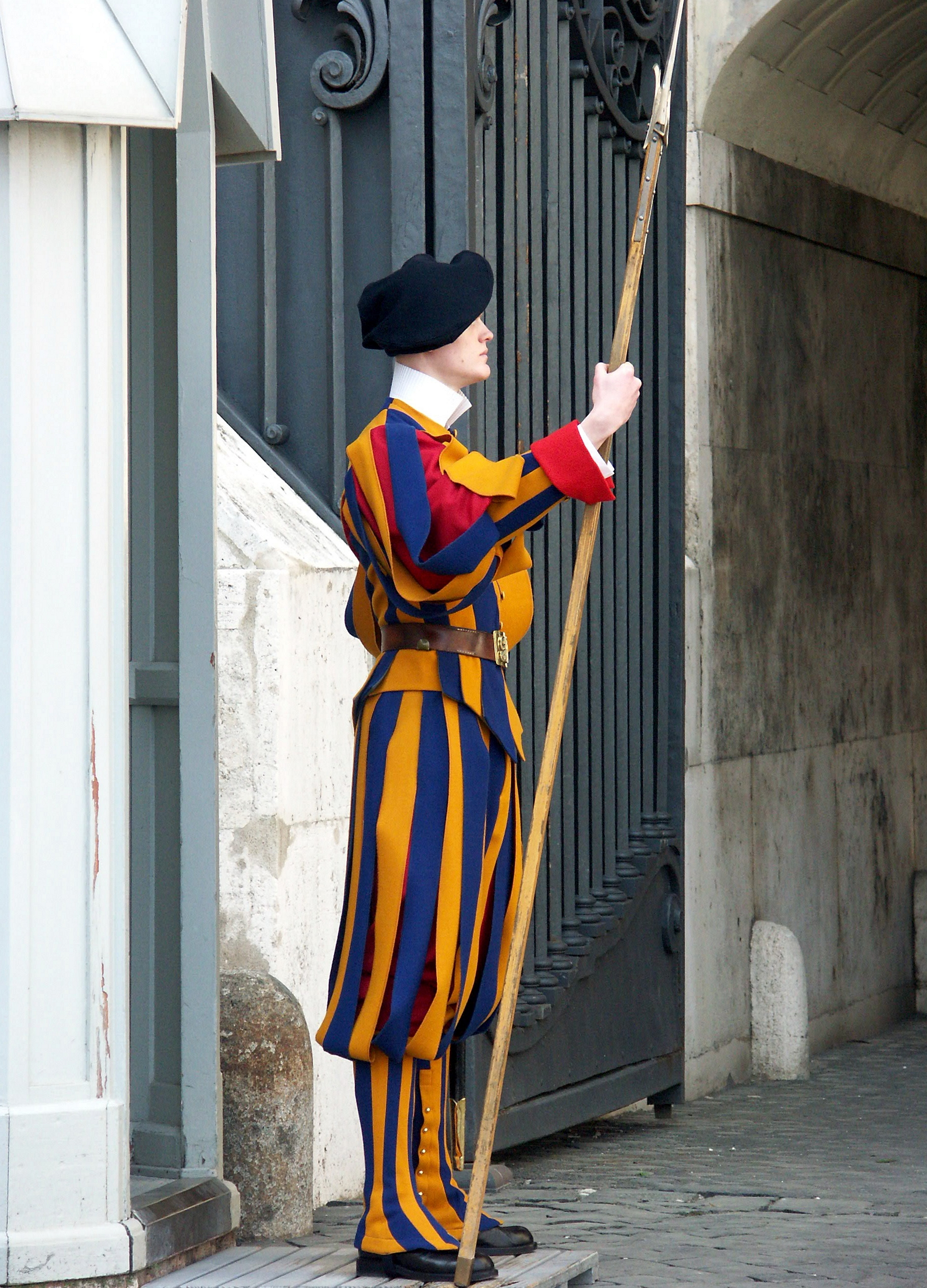
یک عضو گارد سوئیس مسلح به هالبرد در واتیکان

تولید ناچخ بسیار کم هزینه بود و در میدان نبرد تحرک بالایی داشت. در نهایت با اصلاح هالبرد، نقاط قوت آن به‌طور کامل تر توسعه داده شدند تا ارتباط بهتری با نیزه و درازنیزه برقرار کند و همچنین امکان عقب راندن سواره نظام را بیابد. چنگک پشت تبر می‌توانست سوار را از اسب با پایین بکشد. دهقانی سوئیسی چارلز مارتین، دوک بورگوندی را با هالبرد به قتل رساند، اتفاقی که صرفاً با یک ضربه بی تردید منجر به پایان جنگ‌های بورگندی شد. محققان گمان می‌کنند که یک هالبرد پشت جمجمهٔ ریچارد سوم را در نبرد بازورث فیلد شکافت.

## نگارخانه

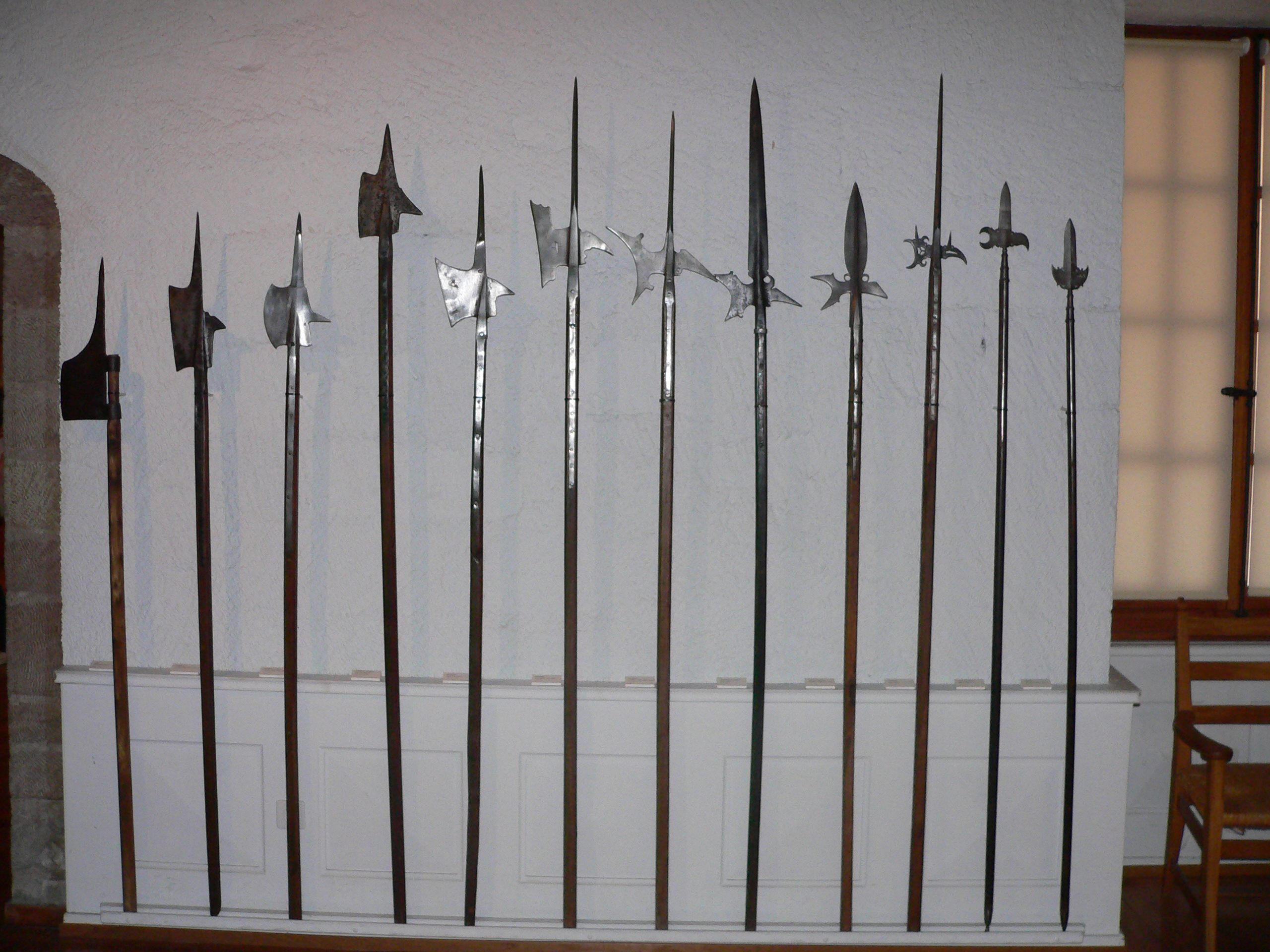
انواع مختلف هالبرد و سلاح‌های دسته بلند شبه ناچخ در سوئیس
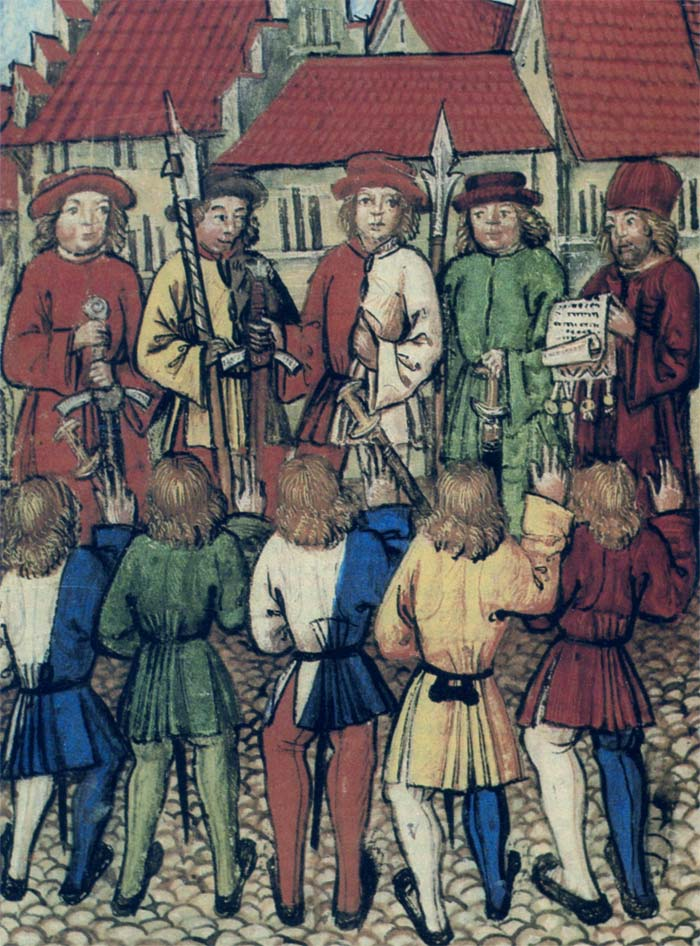
شهروندان زوریخ در ۱ مه ۱۳۵۱ در حال خواندن منشور فدرال به عنوان سوگند وفاداری به نمایندگان اوری، شویتز، یونتروالد و لوسرن. یکی از نمایندگان ناچخ سوئیسی رایج در دورهٔ به تصویر کشیده شده را بر دوش دارد(بر خلاف زمان کشیدن تصویر ۱۵۱۵)
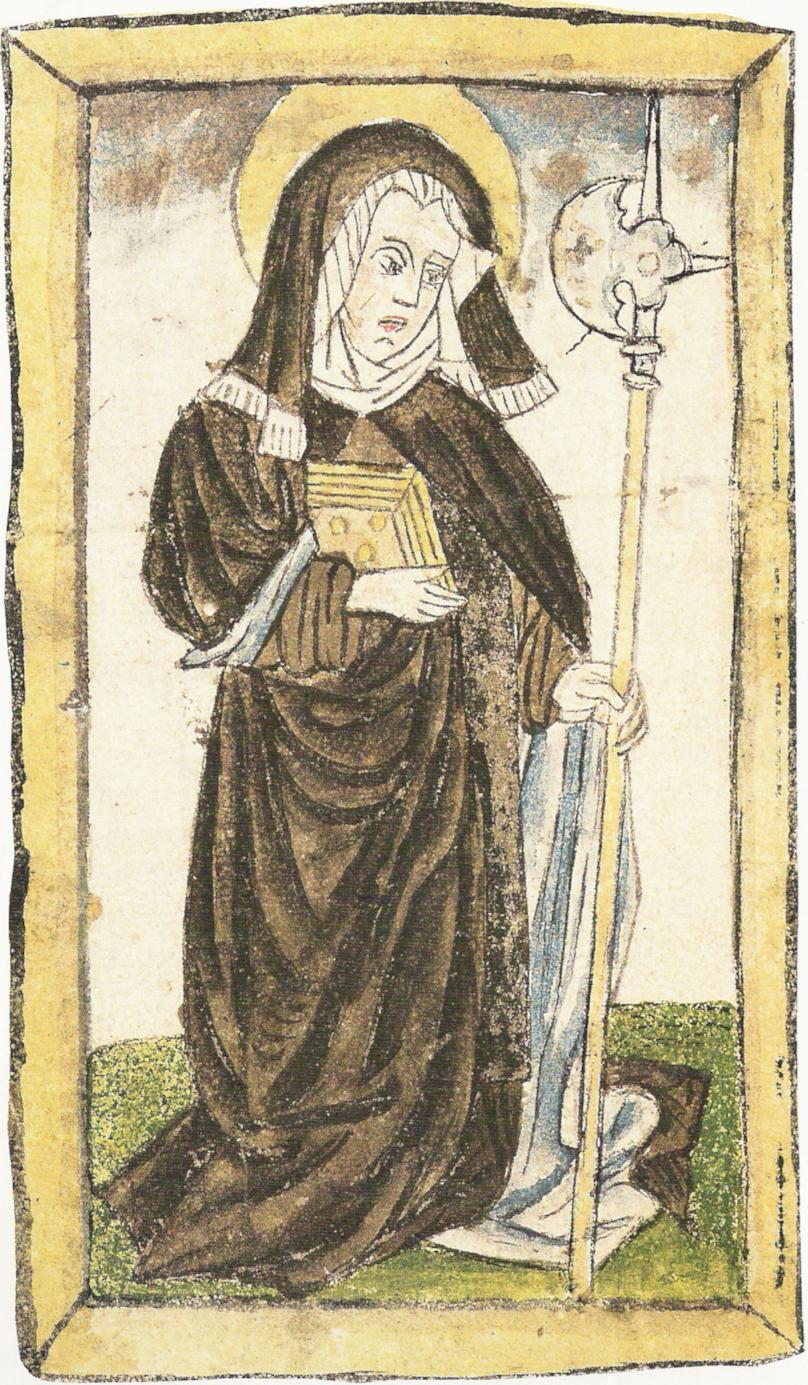
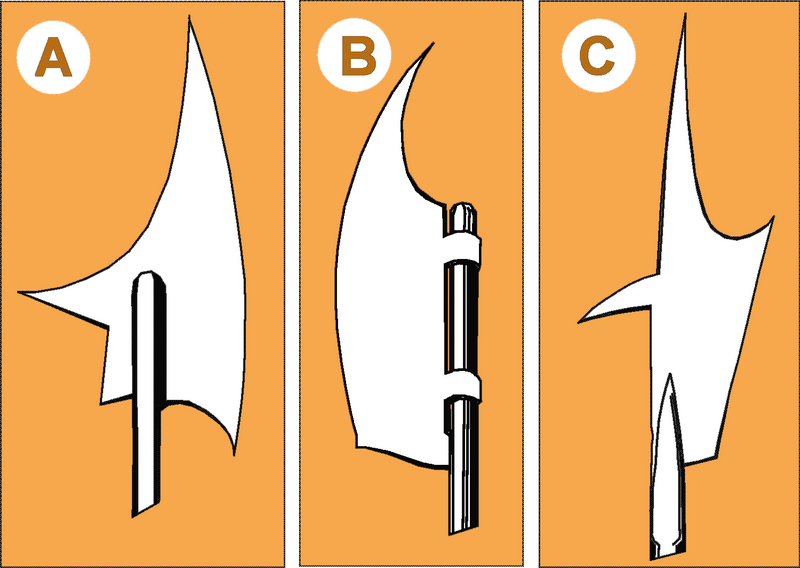
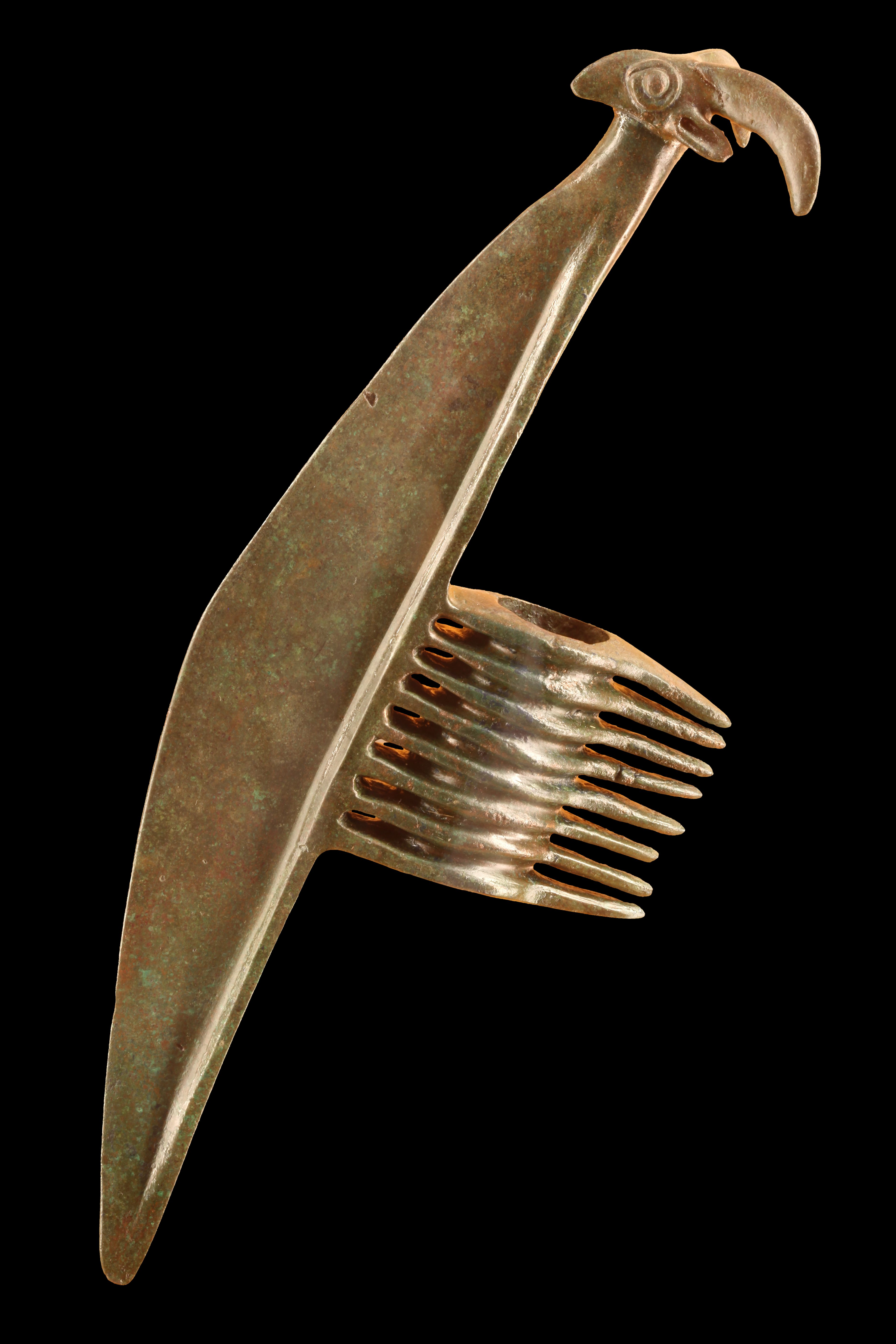
سرنیزه تبرزین ناچخ به شکل سر قوچ، مربوط به اواخر هزاره دوم و اوایل هزاره اول قبل از میلاد، یکی از آثار به دست آمده از تمدن املش